# Velké století

Král Ludvík XIV., řečený Král Slunce (portrét od Hyacinthe Rigauda)

Velké století (franc. Le Grand Siècle) je označení pro 17. století ve francouzských dějinách. Termín byl nejprve používán pouze pro období vlády Ludvíka XIV. (1643–1715). Moderními historiky je však používán pro delší období, zahrnující také vládu Jindřicha IV., který ukončil Ediktem nantským náboženské války ve Francii, až po ukončení panování Ludvíka XIV. Ačkoli se o Velkém století hovoří jako o barokním období, vykazuje od druhé poloviny prvky klasicismu, který je někdy nazýván jako barokní klasicismus.
Po Velkém století navazuje ve Francii období Regentství.

## Dvůr Ludvíka XIV.
V roce 1682 se ze zámku ve Versailles stala oficiální králova rezidence, odkud řídil stát. Protože měl negativní zkušenosti se šlechtou v souvislosti s frondou, rozhodl se, že ve Versailles s ním bude nejvyšší šlechta trvale žít. Postupně se Versailles stalo společenskou nutností; kdo nežil ve Versailles, nemohl dosáhnout ničeho, stál mimo společenské dění. Francie se stala zemí, která určovala nový směr v módě (například zavedením nošení alonžových paruk), ve stavitelství a v hudbě, která se odsud šířila do zbytku Evropy.

### Architektura

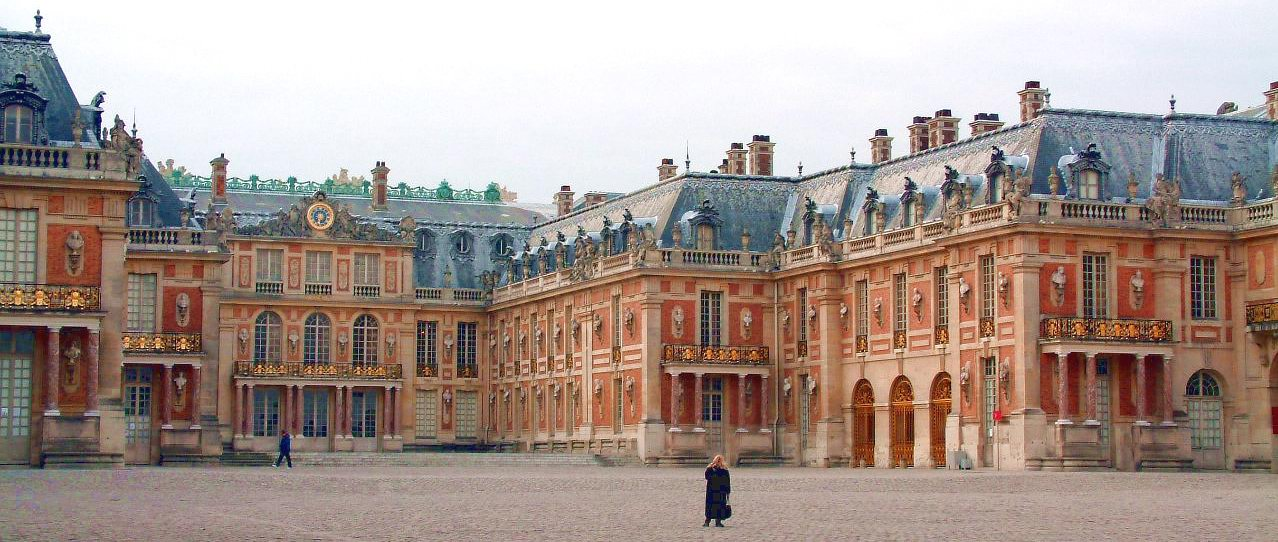
Zámek ve Versailles, cour d'honneur od Louise Le Vau

Ludvík XIV. toužil po glorifikaci svého jména i celého království, čehož se snažil dosáhnout pomocí velkolepých staveb, včetně rozsáhlých stavebních úprav již stojících staveb, což byl například případ zámku ve Versailles a jeho zahrad. Na přestavbě se nejvýznamněji podílel stavitel Louis Le Vau, malíř a designér Charles Le Brun a zahradní architekt André Le Nôtre. 
Impulsem pro započetí rozsáhlých stavebních úprav zámku ve Versailles byly pro Ludvíka XIV. důkazy o finančních zpronevěrách Nicolase Foqueta, které mu předložil Jean-Baptiste Colbert. Ve stejné době sám Foquet pozval krále  na velkolepou slavnost na svůj zámek Vaux-le-Vicomte. Po slavnosti byl Foquet zadržen a uvězněn. Ludvík XIV. použil velkou část vybavení do postupně přestavěného zámku ve Versailles právě ze zámku Vaux-le-Vicomte. Umělci, kteří pracovali pro Foqueta (Le Brun, Le Vau, Le Nôtre, básník La Fontaine a Molière) byli přijati do královských služeb a Colbert se stal namísto Foqueta ministrem financí. 
Pro samotného Colberta byl postaven zámek ve Sceaux. Ludvík XIV., když potřeboval klid, používal jako malé sídlo pro „útěky z Versailles“ zámek v Marly-le-Roi.

### Technika
Provoz zámku ve Versailles a zejména zásobování kašen v zahradách vodou, znamenalo nelehký úkol, který musel být vyřešen. Kašny, spolu s běžným provozem zámku, měly denní spotřebu, rovnající se denní spotřebě vody celé Paříže. Pro plynulé zásobování vodou byl sestaven čerpací stroj, známý jako Machine de Marly, zprovozněný v roce 1684 v obci Marly-le-Roi (zásoboval i tamní zámek).

### Hudba

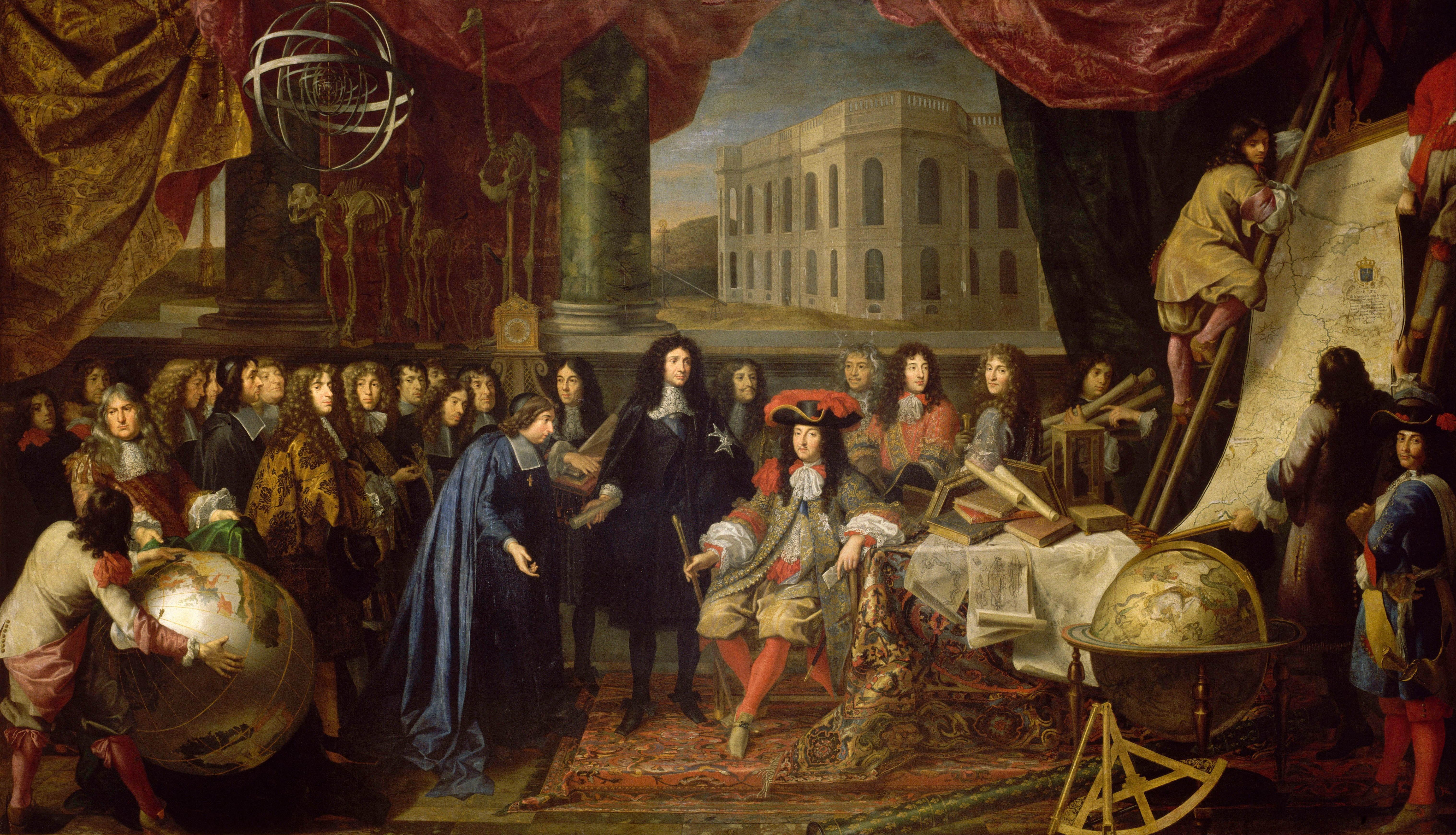
Jean-Baptiste Colbert představuje Ludvíku XIV. členy Královské akademie věd

Ve druhé polovině Velkého století se začíná psát historie francouzské opery, kterou uvedl dvorní skladatel Ludvíka XIV. Jean-Baptiste Lully (první francouzskou operou se stala Cadmus et Hermione z roku 1673). Z žánru duchovní hudby se skladatelé nejvíce věnovali motetům, které se rozvinulo ve formě velkého a malého moteta. Například moteto Domine salvum fac regem bylo de facto královskou hymnou.
V této době působilo vedle Lullyho velké množství dalších skladatelů, nicméně pro Lullyho monopol na uvádění hudebních děl neměli příliš prostoru vyniknout. Teprve po jeho smrti (22. března 1687), vystupují do popředí i další skladatelé francouzského baroka. Mezi nimi také Henry Du Mont či Marc-Antoine Charpentier, který již během Lullyho života působil na královském dvoře, jako skladatel králova syna Ludvíka, velkého Dauphina (Les Plaisirs de Versailles, [Potěšení z Versailles], 1682). 